# Nylanders Reagenz
Nylanders Reagenz dient in der organischen Analytik zum Nachweis von reduzierenden funktionellen Gruppen, insbesondere Aldehyden. Erfunden wurde das Reagenz zum Nachweis reduzierender Zucker im Harn.
Das Wirkprinzip besteht in der Reduktion der mit Tartrat komplexierten Ionen des Halbedelmetalls Bismut:
{\displaystyle \mathrm {3\ R{-}CHO+2\ Bi^{3+}+9\ OH^{-}\longrightarrow 3\ R{-}CO_{2}^{-}+6\ H_{2}O+2\ Bi} }
Aldehyde reagieren mit alkalischer tartrathaltiger Bismutsalzlösung zu Carbonsäuren, Wasser und schwarzem metallischem Bismut.
Durch das Tartrat als Komplexbildner wird sichergestellt, dass bei dem hohen pH-Wert keine basischen Bismutsalze ausfallen, und gleichzeitig das Redoxpotential des Bismut(III) derart eingestellt wird, dass Aldehyde möglichst selektiv erfasst werden.
Das Reagenz ist nach dem schwedischen Chemiker Claus Wilhelm Gabriel Nylander (1835–1907) benannt, der als Dozent an der Universität Lund lehrte.